# Нинский сельсовет
Нинский сельсовет — упразднённое сельское поселение в Советском районе Ставропольского края Российской Федерации.
Административный центр — село Нины.

## История
Статус и границы сельского поселения установлены Законом Ставропольского края от 4 октября 2004 год № 88-кз «О наделении муниципальных образований Ставропольского края статусом городского, сельского поселения, городского округа, муниципального района».
С 1 мая 2017 года, в соответствии с Законом Ставропольского края от 14 апреля 2017 № 37-кз, все муниципальные образования Советского муниципального района (городское поселение город Зеленокумск, сельские поселения Восточный сельсовет, село Горькая Балка, Нинский сельсовет, село Отказное, Правокумский сельсовет, Солдато-Александровский сельсовет) были преобразованы, путём их объединения, в Советский городской округ.

## Население
| 1989  | 2002  | 2010  | 2011  | 2012  |
| ----- | ----- | ----- | ----- | ----- |
| 5285  | ↗5610 | ↘4790 | ↘4780 | ↗4803 |
| 2013  | 2014  | 2015  | 2016  | 2017  |
| ↘4765 | ↘4718 | ↘4716 | ↘4711 | ↘4688 |

## Состав сельского поселения
До упразднения муниципального образования в состав его территории входили 3 населённых пункта:
| № | Населённый пункт | Тип населённого пункта       | Население |
| - | ---------------- | ---------------------------- | --------- |
| 1 | Брусиловка       | посёлок                      | ↗4        |
| 2 | Нины             | село, административный центр | ↘3848     |
| 3 | Селивановка      | посёлок                      | ↗800      |